# Agnosticismo forte
O agnosticismo forte é o estilo de agnosticismo adequado às dúvidas que não podem ser respondidas através do método científico, uma vez que a ideia de “prova” não pode ser aplicada devido à natureza da questão. A dúvida se encontra numa dimensão além da que as provas podem alcançar.

## Variações do agnosticismo
O agnosticismo forte (também chamado de Agnosticismo Permanente por Princípio, agnosticismo estrito, agnosticismo absoluto ou de agnosticismo convicto) é uma vertente comum do agnosticismo, posição filosófica relativa a incognoscibilidade de algo. Um exemplo de frase que ilustra o estilo APP é: “Não posso saber se uma deidade existe, e você também não”. Richard Dawkins, em seu livro “Deus, um delírio”, foi o primeiro a referir-se a este tipo de agnosticismo como “Agnosticismo Permanente por Princípio”.

## Críticas
Alguns ateus criticam o uso do termo agnosticismo como funcionalmente indistinguível do ateísmo, o que resulta em críticas negativas àqueles que adotam o termo. Por exemplo, Mario Bunge escreveu:  “É provável que um agnóstico seja um ateu envergonhado, que teme estar equivocado e ser acusado de dogmatismo ou ser discriminado.” 